# FCトリーゼンベルク
FCトリーゼンベルク（Fußball Club Triesenberg）は、リヒテンシュタイン・トリーゼンベルクのサッカークラブ。リヒテンシュタインには全国リーグが存在しないため、越境してスイスリーグに参加している。2010-11シーズンは2.リーガ（6部相当）に所属。
クラブは1972年に創設された。これはリヒテンシュタインにある7つのサッカークラブで、最も新しい。その歴史の浅さからか、リヒテンシュタインのクラブの中で唯一、リヒテンシュタイン・カップでの決勝進出経験がない。

## タイトル
なし